# Litografia de nanoimpressió

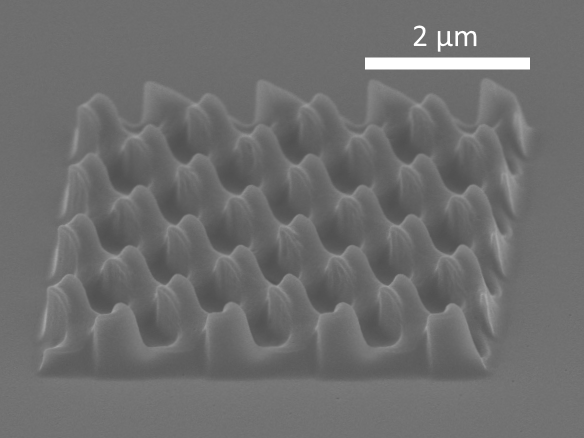
Un divisor de feix difractiu amb estructura tridimensional creat mitjançant litografia de nanoimpressió.

La litografia de nanoimpressió (amb acrònim anglès NIL) és un mètode per fabricar patrons a escala nanomètrica. És un procés de nanolitografia senzill amb baix cost, alt rendiment i alta resolució. Crea patrons per deformació mecànica de la resistència a l'empremta i processos posteriors. La resistència a l'empremta és normalment una formulació de monòmers o polímers que es cura per calor o llum UV durant la impressió. L'adhesió entre la resistència i la plantilla es controla per permetre l'alliberament adequat.

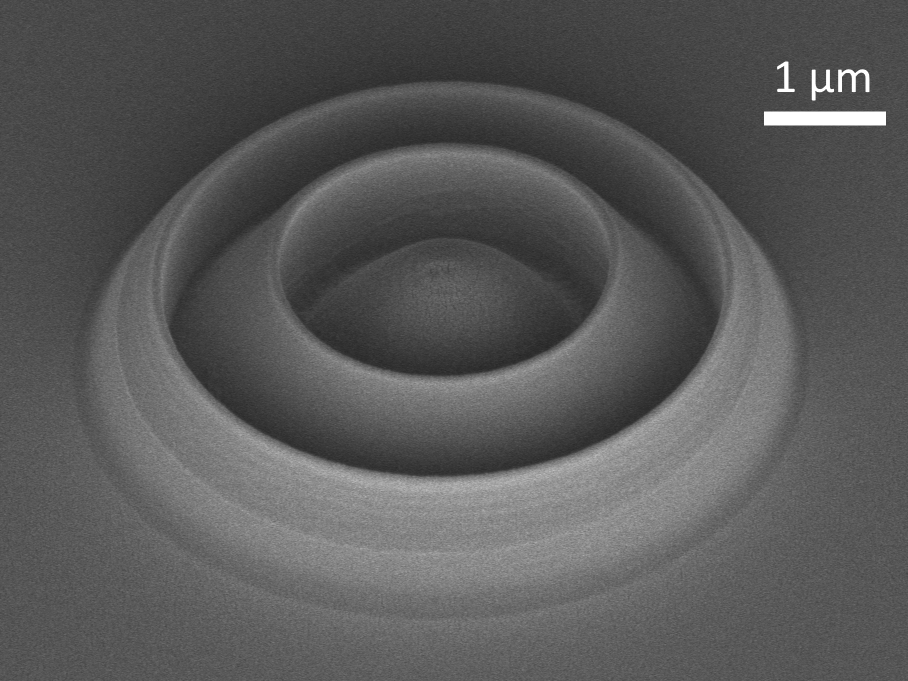
Una lent difractiva creada mitjançant litografia de nanoimpressió.

El terme "litografia de nanoempremta" es va encunyar a la literatura científica l'any 1996, quan el Prof. Stephen Chou i els seus estudiants van publicar un informe a Science, encara que el relleu en calent (ara es pren com a sinònim de NIL) de termoplàstics ja feia uns quants anys que apareixia a la literatura de patents. Poc després del document Science, molts investigadors van desenvolupar diferents variacions i implementacions. En aquest punt, la litografia de nanoempremta s'ha afegit al full de ruta tecnològic internacional per a semiconductors (ITRS) per als nodes de 32 i 22 nm.
N'hi ha molts, però els processos més importants són els tres següents:
- Litografia de nanoempremta termoplàstica.
- Litografia fotogràfica de nanoempremta.
- Litografia de nanoempremta tèrmica directa sense resistència.

La litografia de nanoempremta s'ha utilitzat per fabricar dispositius per a aplicacions elèctriques, òptiques, fotòniques i biològiques. Per a dispositius electrònics, NIL s'ha utilitzat per fabricar MOSFET, O-TFT, memòria d'un sol electró. Per a l'òptica i la fotònica, s'ha realitzat un estudi intensiu en la fabricació de filtres de reixeta ressonant de sublongitud d'ona, sensor d'espectroscòpia Raman (SERS) millorat a la superfície, polaritzadors, plaques d'ona, estructures antireflectants, circuit fotònic integrat i dispositius plasmònics per NIL. En el context dels dispositius optoelectrònics com ara LED i cèl·lules solars, s'està investigant NIL per a estructures d'acoblament i de sortida. Canals per sota 10 nm s'havien fabricat mitjançant NIL i s'havien utilitzat en l'experiment d'estirament de l'ADN. Actualment, NIL s'utilitza per reduir la mida del dispositiu de classificació biomolecular un ordre de magnitud més petit i més eficient.